# تطهير (أحياء دقيقة)

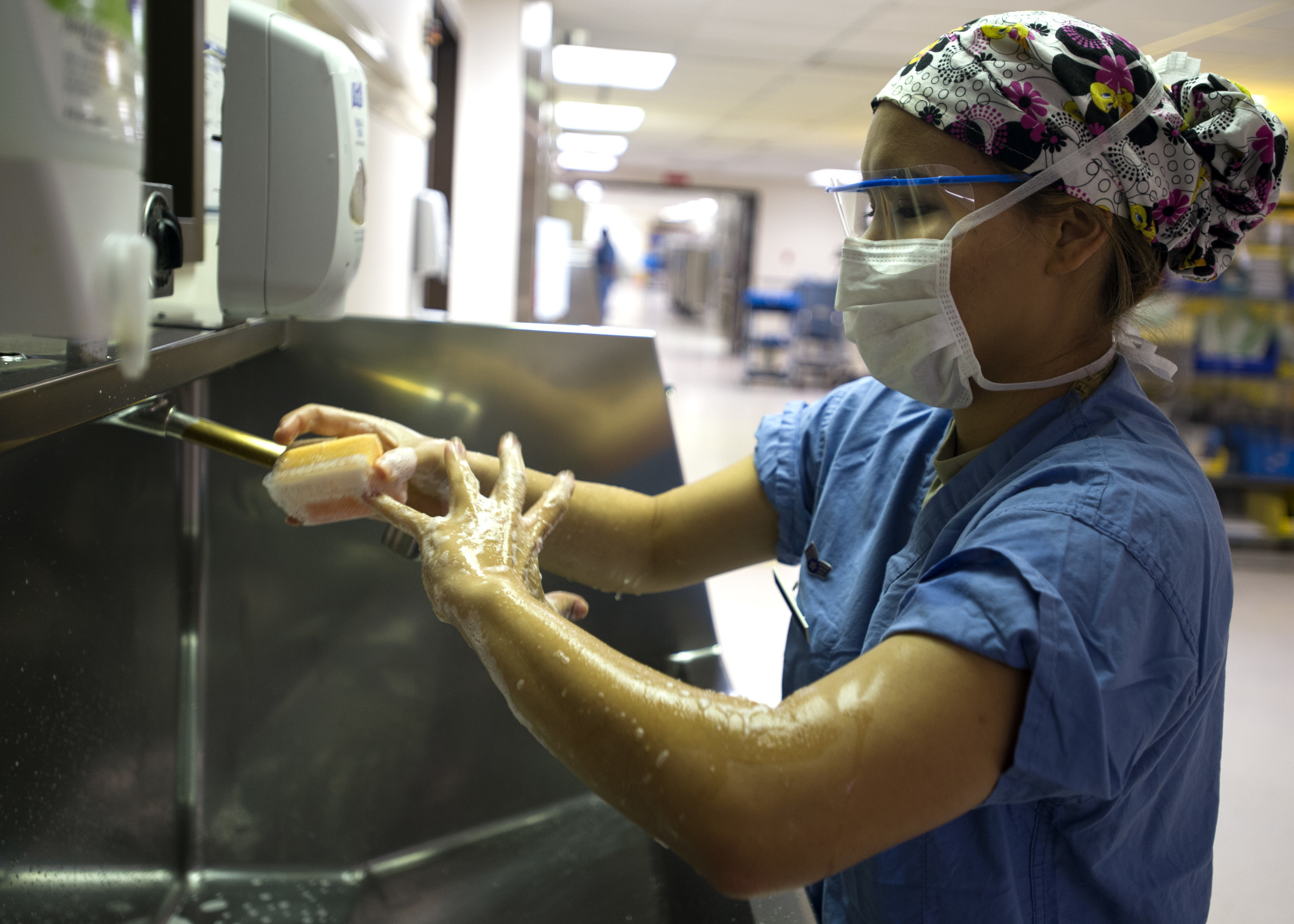
عاملة في أحد المختبرات تعقم يديها

التطهير أو الطهارة يعني تثبيط أو وقف نمو الجراثيم والميكروبات وقد يعني قتلها ولكن لا يتخلص من أشلائها. وقد يعني منع الاتصال المباشر بالميكروبات. في الغالب يُشير مصطلح التطهير إلى تلك الممارسات المستخدمة لتعزيز وحث التطهير في غرف العمليات في الجراحة أو الطب لمنع العدوى. وبشكل مثالي، يلزم أن تكون بيئة العمليات الجراحية "مكانًا معقمًا"، بمعنى أنها خالية من جميع الملوثات البيولوجية، فالتعقيم ليس فقط عدم وجود تلك الملوثات التي تستطيع أن تُسبب الأمراض أو التعفن أو التخمر، ولكن هي الحالة التي يصعب فيها وجود تلك الملوثات، خاصة وأن المريض غالبًا ما يكون مصدرًا لعوامل العدوى. ومن ثم، لا توجد طريقة حالية للتخلص بشكل آمن من جميع الملوثات الموجودة بالمريض دون أن تُسبب تلفًا خطيرًا للأنسجة. ومع ذلك، فإن الهدف من التطهير هو التخلص من العدوى وليس التعقيم.

## نبذة تاريخية
لقد تطور المفهوم الحديث للتطهير في القرن التاسع عشر. لقد برهن الطبيب إجناز سيميلويز (Ignaz Semmelweis) أن غسل الأيدي قبل الولادة يقلل من حمى النفاس. وبعد الاقتراحات التي قدمها لويس باستور (Louis Pasteur) وجوزيف ليستر، بارون ليستر الأول (Joseph Lister)، فإن استخدام حمض الكربوليك كمطهر يقلل من معدلات العدوى الجراحية. وقد انتقل لاوزن تيت (Lawson Tait) من مكافحة التلوث إلى التطهير، وحدد المبادئ والممارسات التي لا تزال صالحة وفعالة حتى يومنا هذا. وقد قدم إرنست فون بيرغمان الموصدة (الأوتوكلاف)، وهي جهاز يُستخدم لتعقيم الأدوات الجراحية.

## الفرق بين التطهير والتعقيم
التطهير يعني تثبيط أو وقف نمو الجراثيم والميكروبات وقد يعني قتلها ولكن لا يتخلص من أشلائها. أما التعقيم فهو الإبادة الشاملة للجراثيم والتخلص من أشلائها، وهي عملية ازالة أو قتل مظاهر للحياة وتشمل البكتيريا والفيروسات الموجودة على السطح سواء في الادوية أو السوائل.

## الطرق
تتضمن الأساليب العصرية سلسلة من الخطوات التي يكمّل بعضها البعض. ولكن يظل التطهير أفضل ممارسة صحية. يتم تعطيل غرفة العمليات عن العمل تمامًا طبقًا لإرشادات محددة تخضع للتنظيمات التي تتعلق بالارتشاح وتدفق الهواء، وتظل نظيفة بين العمليات الجراحية. وينبغي أن يغتسل المريض الذي يتم إحضاره إلى غرفة العمليات ويرتدي لباسًا نظيفًا. ويتم غسل موضع العملية وحلقه إن أمكن ويُرش الجلد بـمبيد الجراثيم (مثل محلول اليود ومثل البيتادين). ويقوم أعضاء فريق العملية الجراحية بغسل أيديهم وأذرعهم بمحلول مبيد للجراثيم. ويرتدي الأطباء الجراحون والممرضات القائمون على العملية الجراحية ألبسة وقفازات معقمة. ويُغطى الشعر ويتم ارتداء قناع العمليات الجراحية. وتُعقم الأجهزة من خلال جهاز التعقيم أو تستخدم هذه الأجهزة والمعدات لمرة واحدة إن أمكن. ويُستخدم الري في موضع الجراحة. ويُعقم الخيط الطبي أو العضو الغريب مسبقًا. وتُعقم مواد التضميد. وغالبا لا تكون هناك ضرورة للمضادات الحيوية في "الحالة النظيفة"، وهي العملية الجراحية التي لا تظهر فيها عدوى، ومع ذلك، عندما يتم اعتبار أن الحالة "ملوثة"، فإنه يوصى باستعمال المضادات الحيوية.
يتعين تعقيم المواد الملوثة بيولوجيًا والمتسخة بشكل منتظم.

## وصلات خارجية
- History
- Definition